# Imam Reza

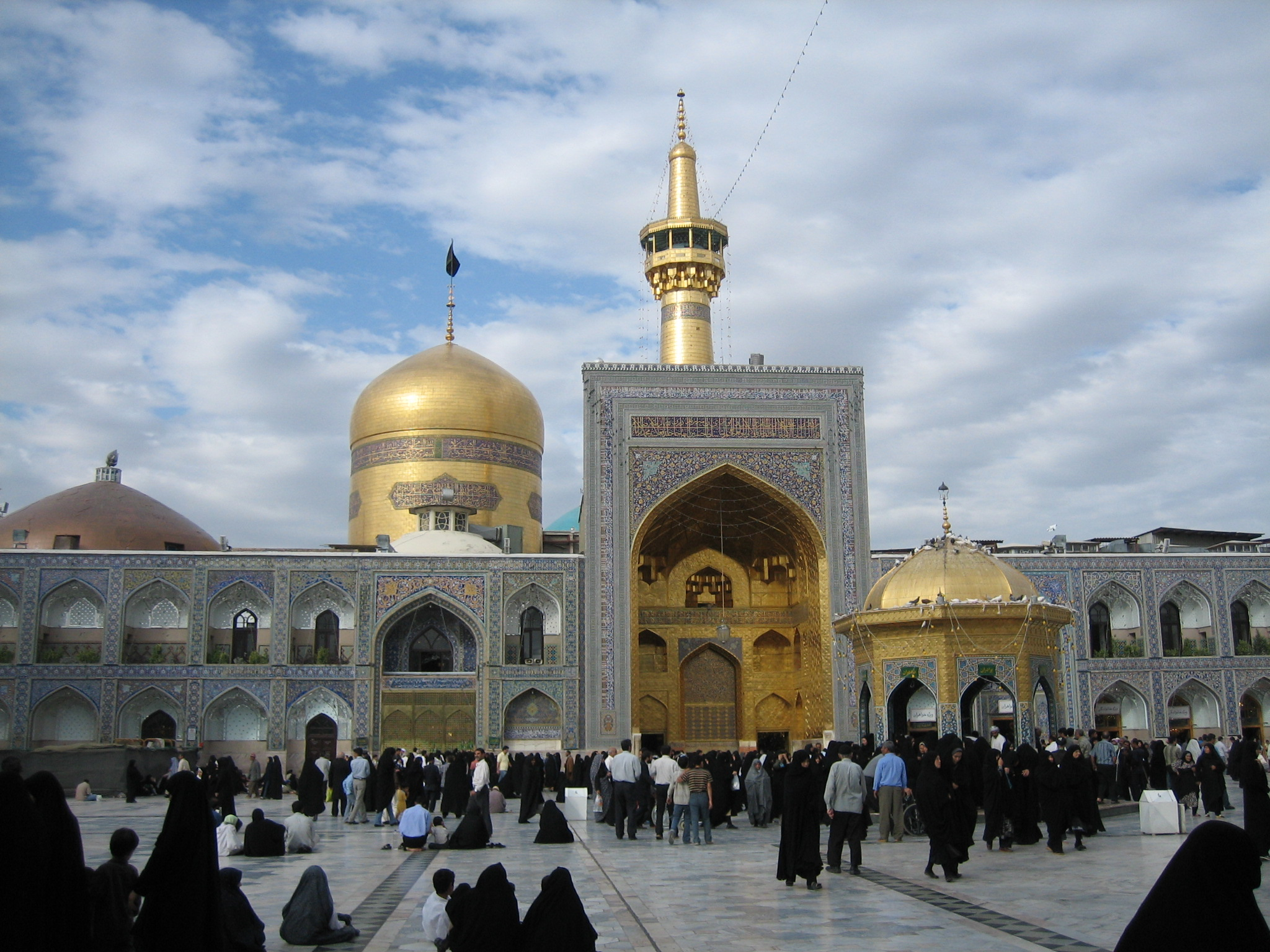
Imam Rezas helgedom i Mashhad är den största shiitiska helgedomen och en av de mest besökta heliga platserna i shiaislam.

Imam Reza (persiska: امام رضا), eller Ali ibn Musa ar-Rida (arabiska: علي بن موسى الرضا), född 765, död 818, var den åttonde shiaimamen enligt imamiterna inom shiitisk islam och en ättling till den islamiske profeten Muhammed. Han är begravd i staden Mashhad i Iran där han led martyrdöden. Han hade kort dessförinnan blivit utsedd som efterträdare av den abbasidiske kalifen al-Ma'mun men dog under mystiska omständigheter.

## Samtida politisk situation
Shiiterna under al-Ma'muns tid, likt dagens shiiter, som utgjorde en stor folkmängd av al-Ma'muns Iran, ansåg att Imamerna var deras ledare, som måste lydas i livets alla aspekter, andligt och världsligt, då de ansåg att de var Muhammeds riktiga kalifer. Abbasiderna, likt umayyaderna innan dem, insåg att detta var ett stort hot mot deras egna kalifat, eftersom shiiterna ansåg att de hade konfiskerat makten orättmätigt och var långt ifrån imamernas heliga status. Allamah Tabatabaei skriver i sin bok Shiitisk islam, att för att kunna kväsa de många shiitiska upproren runt sin regering kallade al-Ma'mun Imam Reza till Khorasan och ville erbjuda honom rollen som kronprins för att hindra shiiterna och imamens släktingar att revoltera mot regeringen, då han ansåg att de då skulle strida mot sin egen imam. Å andra sidan ville han få folket att förlora sin andliga tro och inre koppling till imamerna, eftersom imamen skulle associeras med al-Ma'muns korrupta regering. För det tredje hade kalifen i avsikt att lura andra shiiter att tro att hans regering inte var så dålig trots allt, eftersom ar-Rida senare skulle komma till makten efter honom. För det fjärde ville han själv hålla god uppsikt över shiiternas imam, så att ingenting skulle äga rum utan al-Ma'muns kännedom.
Ordet spreds snabbt bland al-Ma'muns cirklar att kalifen inte var seriös i sitt erbjudande att göra Ali ibn Musa ar-Rida till kronprins, och att det endast var ett politiskt spel. al-Ma'mun blev också paranoid och trodde att ar-Rida också skulle genomskåda det, och även hans anhängare. För att röja folkets tvivel erbjöd al-Ma'mun först ar-Rida kalifatet självt. Han skrev ett brev till abbasiderna, som var väldigt missnöjda med hans beslut att anförtro ar-Rida kalifatet.

ar-Rida, som visste om den verkliga anledningen bakom detta erbjudande, avvisade det artigt och sa:
Om detta kalifat tillhör dig är det inte tillåtet för dig att ta av dig klädnaden som Gud har klätt dig med och ge den till någon annan än dig. Om kalifatet inte tillhör dig är det inte tillåtet för dig att ge mig det som inte tillhör dig.
al-Ma'mun fortsatte att försöka få sitt erbjudande att verka seriöst och fortsatte erbjuda kalifatet. Till slut vände han sig till sin riktiga plan om att göra Ali ar-Rida till sin kronprins.
När imam ar-Rida även avvisade denna position hotade al-Ma'mun honom genom att säga: "Din förfader Ali valdes ut av den andra kalifen att närvara i ett sexmannaråd för att utse den tredje kalifen, och beordrade att döda vem som än av de sex som inte rättade sig efter det. Om du inte accepterar positionen som kronprins i min regering så kommer jag att fullfölja med samma hot". Ar-Rida sa att han skulle acceptera, med villkoret att inga av regeringens affärer skulle bli hans. Han skulle inte heller utse någon, och inte heller avsätta någon. Han skulle inte regera eller utfärda lagar. Han skulle endast bli kronprins vid namn. Al-Ma'mun blev glad att ar-Rida hade accepterat och skulle hålla sig undan hans sätt att styra, och accepterade villkoret.
al-Ma'mun bytte till och med de svarta abbasidiska flaggorna till grönt, shiiternas traditionella färg, färgen på Muhammeds flagga och Alis mantel. Han beordrade även att man skulle trycka mynt med både al-Ma'muns och Ali ar-Ridas namn.

## Debatter
al-Mamun visade intresse för teologiska frågor och organiserade debatter mellan lärda från olika inriktningar och religioner där al-Rida deltog. En av dessa debatter handlade om gudomlig enhet (tawhid), ledd av Sulaiman al-Mervi, en lärd från Khorasan. En annan diskussion med Ali ibn Muhammad ibn al-Jahm ägnades åt profeternas felfrihet, vilket ledde till ytterligare en session om samma ämne när al-Mamun själv deltog i debatten.

## Död
Enligt shiitisk tradition blev han förgiftad av al-Ma'mun. Han levde under en tid då abbasidiska kalifer stod inför många svårigheter, varav den viktigaste av dem var shiitiska revolter. Kalifen al-Ma'mun försökte lösa detta problem genom att utse ar-Rida som sin efterträdare som han kunde involvera i världsliga affärer. Men enligt den shiitiska åsikten bestämde sig al-Ma'mun för att korrigera sitt misstag genom att förgifta imamen när han såg att imamen blev ännu mer populär. Imamen begravdes i en by i Khorasan som senare fick namnet Mashhad, som betyder martyrskapsplatsen.

### Källhänvisningar
1. ↑  läs online, al-qanaa.blogspot.com  .[källa från Wikidata]
2. 1 2  Мухаммад ибн Али, Islamskij entsiklopeditjeskij slovar'.[källa från Wikidata]
3. ↑  Parto Khorshid, 1392, Vol.1, P.77
4. ↑  Tabatabaei, Sayyid Mohammad Hosayn (1975). Shi'ite Islam. Translated by Sayyid Hossein Nasr. State University of New York Press. ISBN 0-87395-390-8. https://books.google.com/books?id=Be5DeNM8d1EC&pg=PA258.
5. ↑  Dungersi, Mohammed Raza (1996). A Brief Biography of Imam Ali bin Musa (a.s.): al-Ridha. Bilal Muslim Mission of Tanzania. Sid. 6–. ISBN 978-9976-956-94-8. https://books.google.com/books?id=VU9kAwAAQBAJ&pg=PA6.
6. ↑  Sykes, Sir Percy (27 September 2013). A History Of Persia. Routledge. Sid. 2–. ISBN 978-1-136-52597-1. https://books.google.com/books?id=7fADAQAAQBAJ&pg=PA2.
7. ↑  Khaldūn, Ibn (1958). The Muqaddimah : an introduction to history; in three volumes. Princeton University Press. ISBN 0-691-09797-6. https://books.google.com/books?id=JB0qceU_jDkC&pg=PA55.
8. 1 2  Bobrick, Benson (14 August 2012). The Caliph's Splendor: Islam and the West in the Golden Age of Baghdad. Simon and Schuster. Sid. 205–. ISBN 978-1-4165-6806-3. https://books.google.com/books?id=z7Exsi_hCuwC&pg=PA205.
9. ↑  Esposito, John L. (27 December 1999). The Oxford History of Islam. Oxford University Press. ISBN 978-0-19-988041-6. https://books.google.com/books?id=9HUDXkJIE3EC&pg=PA259.
10. ↑  Glassé 2008.
11. ↑  Tabatabai 1975, s. 182–183.
12. ↑  Donaldson 1933, s. 167–168.
13. ↑  Bæk Simonsen, Jørgen (1994). ”Ali ar-Rida”. Islamlexikonet. Forum. ISBN 91-37-10552-3
14. ↑  Tabåatabåa'åi, Muhammad Husayn (1981). A Shi'ite Anthology. Selected and with a Foreword by Muhammad Husayn Tabataba'i; Translated with Explanatory Notes by William Chittick; Under the Direction of and with an Introduction by Hossein Nasr. State University of New York Press. Sid. 49–50 & 138–139. ISBN 9780585078182.
15. ↑  Donaldson, Dwight M. (1933). The Shi'ite Religion: A History of Islam in Persia and Irak. BURLEIGH PRESS.